# Princess Brave 雀卓の騎士
『プリンセスブレイブ! 雀卓の騎士』（プリンセスブレイブ じゃんたくのきし）は、2004年9月24日に130cmより発売された18禁脱衣麻雀ゲーム。

## 概要
『Princess Bride』の世界観を引き継ぎ、その1年後の話として構成されている。略称はプリブレ。2006年9月29日に両作品と『ラストオーダー』のおまけであった『ダンジョンクラッカー』をカップリングした廉価版『Princess Bride BOX SET』が発売された。
対局に負けた際にコンティニューの有無を問うのはストーリーのついた麻雀ゲームではよくある物であるが、本作の特徴としてこの際に対局をスキップしてストーリーを進行させることができるという点がある。この機能はストーリーモードだけでなくフリー対局でも使用可能である。なお、本作のシナリオは完全な一本道で、スキップ機能を使わなかったからと言ってエンディングが増えたりする等の特典はない。他にも麻雀の基礎を説明するチュートリアルがあるのも特徴。

## ゲームモード
- ストーリーモード
- フリー対局
登場キャラクターから一人を選んで対局できる。勝つとそのキャラにまつわるストーリーを見ることができる。その中には前作でも語られなかった設定の深層に触れる物も存在する。なお、対戦可能なキャラはストーリーモードを進めることで増え、最終的に13名（内1名はストーリーモードでは対戦せず、ストーリーモードでは2人組で登場する早智子&翔子はここでは個別）。
- チュートリアル
麻雀の基礎および各種役の説明。
- ライブラリー
CG鑑賞・イベント回想（ストーリーモードのHシーンとフリー対局のおまけストーリー）・音楽鑑賞と、それまでに和了った役の統計を見ることができる。

## ローカルルール
- 2人打ちの半荘戦。両者25000点からスタート、ぶっとびあり（一方の得点が0になったら終了）。
- ありあり（喰い断および後付けあり）。
- 人和は「子が配牌で聴牌していて親の第1捨牌をロンした場合」に成立、翻数は6翻。
- ノーテン親流れ。
- ドラは基本4種（ドラ・裏ドラ・槓ドラ・槓裏）。
- ダブル役満となる役はない（四暗刻単騎や大四喜なども通常の役満として扱われる）。ただし役満同士の複合はあり。
- 数え役満あり。
- 九蓮宝燈は萬子以外でも可。

## ストーリー
あれから1年、本城理人は突然押しかけてきた5人から1人を選べないでいた。そんなある日、家庭科部員である王の実家である中華料理店の10周年記念パーティーが開かれ、彼らはビンゴ大会で麻雀牌を獲得した。最初はそれを広げて単に遊んでいただけだったが、自然な流れか5人がそれぞれプリンセスカードを賭けた勝負に突入する（ちなみに、この時点では5人とも1枚ずつ理人にカードを受け取ってもらっている状態である）。そんなとき、突然彼らを黒い霧が覆う。黒い霧の中から理人そっくりの男が現れ、彼は5人を不思議な力で支配するとともに理人を犬に変えて窓から投げ捨ててしまった。途方に暮れる理人の元にヒースクリフが現れ、彼はヒースクリフとともに5人を解放するために戦い始める……。

## 登場キャラクター
本城理人 （ほんじょう あやひと） -声優：杏露花梨
主人公。黒理人に呪いをかけられ犬にされてしまう。
嘉島聖 （かしま きよみ） -声優：田中美智
昔は幼なじみということもあり優勢であったが、最近は押され気味。
姫史愛生 （きし あいみ） - 声優：佐々木あかり
葛城佳央 （かつらぎ かお） - 声優：涼森ちさと
逢坂遥奈 （おうさか はるな） -声優：天天
最近は端から見たら意味不明に思える行動が多い。ちなみに麻雀歴は本城家で暮らしている6人の中で一番長く、得点計算もこなす。
櫻見枝絵留 （さくらみ しえる） -声優：中瀬ひな
5人の中では最も優勢と見られている。
嘉島早智子 （かしま さちこ） -声優：南菜美
聖の母。理人と聖に麻雀を教えた張本人であることが本作で明らかになった。
姫史翔子 （きし しょうこ） -声優：南菜美
愛生の母。神戸在住だがよく本城家に来るらしい。
中谷恭一 （なかたに きょういち） -声優：須藤彦一
学園の保健医。以前早智子と関係があったことが本作で語られている。
ヒースクリフ・コズグレーヴ -声優：森川陽子
犬に変えられた理人の前に現れた、謎の退魔師。
黒理人 - 声優：櫻レオナ
本城家を覆った黒い霧から現れた男。姿は理人そっくりだが性格は大違い。ヒースクリフには古魂（アンティーク）と呼ばれており、本人も理人の邪心を名乗っている。正体は誰なのか…。
藤原紅緒 （ふじわら べにお） -声優：南菜美
理人・聖・枝絵留のクラスメート。葛城と性格が似ていることに悩みつつ、心の中では殴り込みを考えている。
原田ひかり （はらだ ひかり） - 声優：天天
野々原のの乃 （ののはら ののの） -声優：中瀬ひな
3人組の内、のんき者なのが彼女。
王 （ワン）
家庭科部員で、実家は中華料理店。理人達は彼の実家の店のパーティーで麻雀牌を獲得した。チュートリアルでルールなどを説明しているのが彼。

## スタッフ
- シナリオ:ウツロアクタ、御童魁、でぇすて
- 原画:みやま零
- 音楽:E&M's SOUND、さっぽろももこ、サイモンガー
  - OP/ED:Princess Brave!
作詞:ウツロアクタ
作曲:中沢伴行
歌:KOTOKO
この曲は「KOTOKO LIVE TOUR 2005 “硝子の靡風”」においても歌われた。また、2006年5月より通信カラオケDAMで配信されている。

（なお、上記の他にPrincess Brideのボーカル曲も使用されている。それについてはPrincess Brideの項を参照のこと）

## 関連商品

### カードゲーム
Lycee
シルバーブリッツのカードゲーム、Lyceeに参戦している。収録エキスパンションは、VisualArt's3.0など。